# Amine Boutrah
Amine Boutrah (Porto-Vecchio, 26 oktober 2000) is een Frans voetballer die bij voorkeur als aanvaller speelt. Hij maakte in de zomer van 2024 de overstap van SBV Vitesse naar SC Bastia.

## Carrière

### SC Bastia
Boutrah begon te voetballen in de jeugd bij SC Bastia waarna hij de overstap maakte naar het eerste elftal van SC Bastia. Hij maakte op 5 februari 2019 zijn debuut voor Bastia in de achtste finale van de Coupe de France tegen SM Caen. Het was zijn enige wedstrijd voor Bastia, want daarna vertrok hij naar GC Lucciana, dat uitkwam in de Championnat National 3, het vijfde niveau van Frankrijk. Daar scoorde hij acht doelpunten in 20 wedstrijden.

### US Concarneau
In de zomer van 2021 maakte Boutrah een transfer naar US Concarneau, dat uitkwam op het derde niveau van Frankrijk. Nadat hij in zijn eerste seizoen slechts twee keer scoorde, scoorde hij het seizoen erop elf maal in 32 competitiewedstrijden, waarmee hij in de toptien eindigde van topscorers in die competitie dat seizoen. In totaal was Boutrah in 66 wedstrijden voor de club goed voor vijftien goals en twaalf assists.

### Vitesse
Op 30 juni 2023 tekende hij een contract bij Vitesse tot en met 30 juni 2027. Op 11 augustus in de uitwedstrijd tegen FC Volendam maakte Boutrah zijn debuut voor Vitesse. Boutrah heeft de hele voetbalwedstrijd gespeeld; de wedstrijd werd gewonnen met 1-2. Op 10 december scoorde hij in de met 2-0 gewonnen wedstrijd tegen Heracles Almelo zijn eerste doelpunt voor de club. Deze overwinningen waren slechts twee van de zes wedstrijden die Vitesse dat seizoen won, waardoor Vitesse degradeerde uit de Eredivisie. Boutrah was zelf goed voor vier goals en drie assists in 33 wedstrijden. Hoewel hij nog een contract voor drie seizoenen had, mocht hij transfervrij vertrekken.

### SC Bastia
In juni 2024 keerde Boutrah na vijf jaar terug bij SC Bastia, dat inmiddels was gepromoveerd naar de Ligue 2. Daar tekende hij voor vier seizoenen, tot de zomer van 2028.

## Statistieken
| Seizoen                    | Club           | Competitie     | Competitie | Competitie | Beker | Beker | Totaal | Totaal |
| Seizoen                    | Club           | Competitie     | Wed.       | Dlp.       | Wed.  | Dlp.  | Wed.   | Dlp.   |
| -------------------------- | -------------- | -------------- | ---------- | ---------- | ----- | ----- | ------ | ------ |
| 2018/19                    | SC Bastia      | National 3     | 0          | 0          | 1     | 0     | 1      | 0      |
| 2019/20                    | GC Lucciana    | National 3     | 16         | 6          | 0     | 0     | 16     | 6      |
| 2020/21                    | GC Lucciana    | National 3     | 4          | 2          | 0     | 0     | 4      | 2      |
| 2021/22                    | US Concarneau  | National       | 31         | 2          | 0     | 0     | 31     | 2      |
| 2022/23                    | US Concarneau  | National       | 32         | 11         | 3     | 2     | 35     | 13     |
| 2023/24                    | Vitesse        | Eredivisie     | 29         | 3          | 4     | 1     | 33     | 4      |
| 2024/25                    | SC Bastia      | Ligue 2        | 0          | 0          | 0     | 0     | 0      | 0      |
| Carrièretotaal             | Carrièretotaal | Carrièretotaal | 112        | 24         | 8     | 3     | 120    | 27     |
| Bijgewerkt t/m 8 juli 2024 |                |                |            |            |       |       |        |        |